# Milton Subotsky
Milton Subotsky (27 de setembre de 1921 - 27 de juny de 1991) va ser un escriptor i productor de cinema i televisió nord-americà. El 1964, va fundar Amicus Productions amb Max J. Rosenberg. Amicus significa "amistat" en llatí. L'associació va produir pel·lícules de baix pressupost de ciència-ficció i terror al Regne Unit.

## Primers anys i carrera professional
Subotsky va néixer a Nova York, en una família d'immigrants jueus. Durant la Segona Guerra Mundial, va servir al Signal Corps, en el qual va escriure i editar pel·lícules d'entrenament tècnic. Després de la guerra, va començar una carrera com a escriptor i productor durant l'edat d'Or de la televisió de la dècada de 1950, inclosa la sèrie de televisió The Clock i Lights Out.
El 1954, va escriure i produir la sèrie de televisió Junior Science. Es va graduar com a productor cinematogràfic amb Rock, Rock, Rock (1956), per a la qual també va compondre nou cançons. Subotsky es va traslladar a Anglaterra; va produir la seva primera pel·lícula de terror, The City of the Dead (també conegut com Horror Hotel, 1960), als Shepperton Studios. Va ser un jurat habitual de Juke Box Jury de la BBC Television a principis dels anys 60.

## Amicus Productions
El 1964, amb el productor expatriat Max J. Rosenberg, Subotsky va formar la companyia Amicus Productions. Amb seu a Shepperton Studios, van produir pel·lícules com Dr. Terror (1964), Dr. Who and the Daleks (1965), Daleks' Invasion Earth 2150 A.D. (1966), El jardí de les tortures (1967), No paris de xisclar (1970), The House That Dripped Blood (1970), Tales from The Crypt (1972), Refugi macabre (1972), From Beyond the Grave (1973) i La terra oblidada pel temps (1975).

## Sword & Sorcery Productions
Amicus es va dissoldre el 1975, però Subotsky va continuar produint. Per aquesta època va formar Sword & Sorcery Productions, Ltd., amb Frank Duggan. En algun moment Andrew Donally es va unir a l'empresa. Nombrosos projectes no van entrar en producció. Aquestes inclouen adaptacions de les històries de "Thongor" de Lin Carter, una versió d'acció en directe de The Incredible Hulk de Stan Lee, adaptacions cinematogràfiques d'històries que van aparèixer a les revistes de còmics de James Warren Creepy i Eerie, i una coproducció amb l'antic productor de pel·lícules de James Bond Harry Saltzman en la problemàtica de Saltzman èpica d' "home encongit" The Micronauts.
Incapaç de comprar els drets de les pel·lícules de les històries de Conan el bàrbar de Robert E. Howard, Subotsky va comprar els drets de les històries de "Thongor" de Carter el 1976. El mateix Subotsky va adaptar la novel·la de Carter de 1965 The Wizard of Lemuria. United Artists va acceptar finançar el projecte, ara anomenat Thongor in the Valley of Demons el 1978, però posteriorment es va retirar per raons no especificades.
El primer projecte cinematogràfic de Sword & Sorcery que va començar va ser Dominique. El 1980, van coproduir la sèrie de televisió The Martian Chronicles, adaptada de la col·lecció de contes de Ray Bradbury. Durant la realització d'aquesta minisèrie, Subotsky i Donally es van separar.

## Carrera posterior i mort
Subotsky també va coproduir diverses adaptacions de novel·les de Stephen King, com ara Cat's Eye (1985), Maximum Overdrive (1986), Sometimes They Come Back (una pel·lícula de televisió de 1991) i El tallador de gespa (1992)). El tall del director d'aquest últim va ser dedicat a la seva memòria.
Subotsky va morir de malaltia cardíaca el 1991, als 69 anys. La seva vídua, la doctora Fiona Subotsky, és una destacada psiquiatra de Londres i una historiadora de la psiquiatria.